# Putins Zeugen
Putins Zeugen (russisch Свидетели Путина Swideteli Putina) ist ein Dokumentarfilm von 2018 über den Beginn der Regierung von Wladimir Putin und zugleich eine Selbstkritik des Regisseurs an seinem Putin-Film aus dem Jahr 2000, als Putin die russische Präsidentschaftswahl gerade gewonnen hatte.
Der Film feierte seine Online-Premiere am 12. Dezember 2018 bei Artdoc.Media. Er wurde anschließend in der russischen Originalfassung mit englischen Untertiteln auf diversen Filmfestspielen gezeigt, und u. a. 2018 auf dem Filmfest in Karlsbad mit dem ersten Preis als bester Dokumentarfilm ausgezeichnet.

## Produktion
Der Film wurde von der Tschechischen Republik, der Schweiz und Lettland produziert. Er besteht aus Archivaufnahmen von Witali Manski aus der Zeit, als Wladimir Putin an die Macht kam.
Die Filmaufnahmen entstanden gegen Ende 2000 im Auftrag von Putin selbst und dokumentieren seinen Präsidentschaftswahlkampf. Ergebnis war der Film Putin. Das Schaltjahr (2001). Der Film zeigt Putin, Michail Gorbatschow und Boris Jelzin und deren Umfeld.
Manski machte neben den Filmaufnahmen auch weitere Aufnahmen mit seiner privaten Videokamera und einer Handfilmkamera.
In seinem Dokumentarfilm „Putins Zeugen“ wird gezeigt, wie Manski sein altes Filmmaterial sichtet und kommentiert. Der Film betrachtet das Putin-Regime kritisch aus der Distanz von 18 Jahren. Der Regisseur selbst lebt seit 2014 in Riga (Lettland) im Exil.

## Kritik
Ulrich Schmid schreibt in der NZZ in seiner Filmkritik: „Der russische Regisseur Vitali Manski nimmt in seiner Dokumentation über Wladimir Putin eine neue Deutung seiner eigenen Filmaufnahmen aus dem Jahr 2000 vor – und übt dabei scharfe Selbstkritik an seiner früheren Darstellung des russischen Präsidenten.“ Der besondere Wert von Manskis Dokumentarfilm liege nicht so sehr in der politischen Analyse. Viel beeindruckender als die Rekonstruktion des Aufstiegs Putins sei die feine Charakterstudie des Politikers, der sich im Jahr 2000 noch auf ein erfülltes Privatleben nach seiner Amtszeit als russischer Präsident gefreut habe. Manski zeichne sorgfältig nach, wie Putin damals noch aufrichtig an seine Ideale geglaubt habe.
Ekaterina Kel schreibt in der Süddeutschen Zeitung, die Bilder offenbarten eine starke filmische Intuition für die menschliche Psyche, und „mit Manski blickt man in die Untiefen russischer Vetternwirtschaft“. „'Putins Zeugen' ist authentischer Making-Of-Film, politischer Kommentar und spannende Dokumentarkunst in einem. Alle, die in Russland eine Bedrohung westlicher Werte sehen, können ein differenzierteres Verständnis bekommen. Und alle, die schon vergessen haben, wie Russland mal ohne Wladimir Putin war, werden wachgerüttelt.“

## Auszeichnungen
- Latvian National Film Award Lielais Kristaps (deutsch: Nationaler Filmpreis Lettlands Der große Christopher) – Beste Dokumentation 2019[6]